# Ocupación policiaco-militar de Oaxaca
La ocupación policiaco-militar de Oaxaca dio inicio con la presencia de la Policía Federal Preventiva, en la ciudad de Oaxaca de Juárez, Oaxaca; en la madrugada del 27 de octubre de 2006, horas después de los hechos que provocaron una entre miembros de la Asamblea Popular de los Pueblos de Oaxaca (APPO) y radicales priistas del municipio de Santa Lucía del Camino, Oaxaca. Sucesos que ocasionaron la muerte a cuatro personas, entre ellas a un camarógrafo voluntario de Indymedia Nueva York, de nombre William Bradley Roland, y dejaron más de 23 heridos.
Estos hechos fueron duramente criticados por la prensa nacional e internacional, por la supuesta participación del gobierno estatal para presionar al federal para que entrara la Policía Federal Preventiva, y así evitar la caída del gobernador de Oaxaca, Ulises Ruiz Ortiz. La operación fue duramente criticada por organismos locales y nacionales, ya que se reportaron graves atropellos a los derechos humanos tales como la violación del principio de presunción de inocencia en los arrestos, tratos crueles, inhumanos y degradantes a los detenidos, e incluso el uso de tortura, ejecuciones extrajudiciales y tortura por parte de las fuerzas de seguridad.

## ¿Por qué entra la PFP?
Si bien, el conflicto magisterial en Oaxaca comenzó en mayo del 2006, no fue hasta finales de octubre que las manifestaciones y demandas de la APPO comenzaron a escalar en intensidad. Con el pretexto de convertir el centro histórico de Oaxaca pase de ser Patrimonio Cultural de la Humanidad, el entonces presidente Vicente Fox ordenó que se desalojara la plaza principal.
La presión que ejerció Felipe Calderón al presidente Vicente Fox, para que resolviera el conflicto antes de dejar el cargo; y, la presión de los grandes empresarios y comerciantes oaxaqueños, así como de la jerarquía de la Iglesia católica, orillaron al gobierno federal a proceder con el uso de la Policía Federal Preventiva, para darle solución, no al conflicto en sí, sino al restablecimiento del orden público y a la gobernabilidad, la cual se perdió desde antes de los hechos del 27 de octubre de 2006.

## Cronología
El 27 de octubre es una fecha significativa en el contexto de la movilizaciones en Oaxaca, siendo un día especialmente sangriento. La primera ofensiva por parte de la Policía Federal deja como saldo 3 manifestantes muertos y más de 23 heridos. Ninguno de los muertos o heridos fueron del lado de las fuerzas de seguridad.
Al día siguiente fueron consignados ante el Ministerio Público cuatro funcionarios y Pedro Carmona, un expresidente vecinal del municipio de Santa Lucía del Camino, por su presunta participación en el homicidio del reportero. Medios locales señalaron que Pedro Carmona fue quien disparó en contra de Brad Will. El día 29 de octubre en un conferencía, el entonces presidente Vicente Fox se comprometío a dar una solución al conflicto magisterial antes de terminar su mandato.
Hasta el 5 de noviembre, la PFP había manifestado que el parte era de diez agentes heridos, más de treinta personas detenidas; mientras que la APPO dijo que en sus filas se contaba con más de doscientos heridos, más de sesenta detenidos y 14 muertos. La marcha que se llevó a efecto ese día, donde se solicitó que se retirara la PFP y la renuncia del gobernador Ulises Ruiz Ortiz, inició y terminó en calma.
La APPO, personas afines y gran parte de la sociedad civil (cabe mencionar que muchos no eran locales) que integraban el foro ciudadano que se instaló en lugar de la mesa del diálogo con los gobiernos federal y estatal, se manifestaron en favor de la retirada de la PFP de la entidad y la salida del gobernador Ulises Ruiz Ortiz.
No fue hasta el 16 de diciembre del 2006, cuando varios policías federales comenzaron a replegarse de la plaza principal quedando solamente 2000 policías federales estacionados en una base militar cercana.

### Repercusiones a la muerte del periodista extranjero
El embajador Tony Garza, envió una nota al gobierno mexicano para esclarecer la muerte del camarógrafo estadounidense